# WHISPER
「WHISPER／KYOKO Ⅳ」（ウィスパー）は、1983年12月16日に発売された小泉今日子の4枚目のオリジナル・アルバム。
帯のキャッチコピーは「今日子…ささやき つたえたい。」

## 概要
6枚目のシングルA面「半分少女」を収録。LPレコード初回盤はピクチャーレーベル仕様となっている。
A面には恋に恋しているような楽しい雰囲気の楽曲が多く、またB面には失恋が主題となった楽曲が多くなったことから、レコードおよびカセットではA面に ″Beginner Class″、B面には ″Middle Class″ とそれぞれ異なるテーマが設けられている。
2007年7月25日には、「半分少女」のB面曲「ココナッツ・ドリーム」、「艶姿ナミダ娘」のB面曲「乱れるハート」が追加収録された『WHISPER＋2』がデジタルリマスター音源、紙ジャケット仕様でリリースされた。

## 収録曲

### LP／CT
| #         | タイトル                   | 作詞         | 作曲           | 編曲       | 時間  |
| --------- | -------------------------- | ------------ | -------------- | ---------- | ----- |
| 1.        | 「白いブーツのシンデレラ」 | 湯川れい子   | 鈴木キサブロー | 佐久間正英 | 3:52  |
| 2.        | 「恋のビギナー」           | 康珍化       | 林哲司         | 林哲司     | 4:00  |
| 3.        | 「内気なジュリエット」     | 鈴木隆子     | 見岳章         | 新川博     | 3:53  |
| 4.        | 「羽のついたスニーカー」   | クロエジュン | 小田裕一郎     | 松井忠重   | 4:17  |
| 5.        | 「半分少女」               | 橋本淳       | 筒美京平       | 川村栄二   | 3:53  |
| 合計時間: | 合計時間:                  | 合計時間:    | 合計時間:      | 合計時間:  | 19:55 |

| #         | タイトル                   | 作詞      | 作曲       | 編曲       | 時間  |
| --------- | -------------------------- | --------- | ---------- | ---------- | ----- |
| 1.        | 「颱風騎士」               | 森雪之丞  | 佐久間正英 | 佐久間正英 | 4:11  |
| 2.        | 「グッドバイ・ジェラシー」 | BORO      | 後藤次利   | 後藤次利   | 4:14  |
| 3.        | 「涙のセンターライン」     | 秋元康    | 佐久間正英 | 佐久間正英 | 3:50  |
| 4.        | 「天使はおちたい」         | 康珍化    | 後藤次利   | 後藤次利   | 3:34  |
| 5.        | 「Flower」                 | 康珍化    | 林哲司     | 林哲司     | 4:28  |
| 合計時間: | 合計時間:                  | 合計時間: | 合計時間:  | 合計時間:  | 20:17 |

### WHISPER＋2
- 2007年7月25日発売。全曲デジタルリマスター・紙ジャケット仕様。新たに2曲がボーナス・トラックとして追加収録された[5]。

| #   | タイトル                   | 作詞         | 作曲           | 編曲       | 時間 |
| --- | -------------------------- | ------------ | -------------- | ---------- | ---- |
| 1.  | 「白いブーツのシンデレラ」 | 湯川れい子   | 鈴木キサブロー | 佐久間正英 | 3:52 |
| 2.  | 「恋のビギナー」           | 康珍化       | 林哲司         | 林哲司     | 4:00 |
| 3.  | 「内気なジュリエット」     | 鈴木隆子     | 見岳章         | 新川博     | 3:53 |
| 4.  | 「羽のついたスニーカー」   | クロエジュン | 小田裕一郎     | 松井忠重   | 4:17 |
| 5.  | 「半分少女」               | 橋本淳       | 筒美京平       | 川村栄二   | 3:53 |
| 6.  | 「颱風騎士」               | 森雪之丞     | 佐久間正英     | 佐久間正英 | 4:11 |
| 7.  | 「グッドバイ・ジェラシー」 | BORO         | 後藤次利       | 後藤次利   | 4:14 |
| 8.  | 「涙のセンターライン」     | 秋元康       | 佐久間正英     | 佐久間正英 | 3:50 |
| 9.  | 「天使はおちたい」         | 康珍化       | 後藤次利       | 後藤次利   | 3:34 |
| 10. | 「Flower」                 | 康珍化       | 林哲司         | 林哲司     | 4:28 |

| #         | タイトル                 | 作詞      | 作曲       | 編曲       | 時間  |
| --------- | ------------------------ | --------- | ---------- | ---------- | ----- |
| 11.       | 「ココナッツ・ドリーム」 | 橋本淳    | 筒美京平   | 川村栄二   | 3:40  |
| 12.       | 「乱れるハート」         | 康珍化    | 馬飼野康二 | 馬飼野康二 | 4:27  |
| 合計時間: | 合計時間:                | 合計時間: | 合計時間:  | 合計時間:  | 48:36 |

### 曲解説
1. 白いブーツのシンデレラ
2. 恋のビギナー
3. 内気なジュリエット
4. 羽のついたスニーカー
5. 半分少女
  - 6thシングルA面曲。
6. 颱風騎士
7. グッドバイ・ジェラシー
8. 涙のセンターライン
9. 天使はおちたい
10. Flower

#### WHISPER＋2 ボーナス・トラック
1. ココナッツ・ドリーム
  - 6thシングル「半分少女」B面曲。
2. 乱れるハート
  - 7thシングル「艶姿ナミダ娘」B面曲。

## 参考資料
- 小泉今日子『WHISPER+2』（ライナーノーツ）ビクターエンタテインメント、2007年7月25日。VICL-62437。